# Campionato brasiliano di rugby a 15 2010
Il Campionato brasiliano di rugby 2010 (Campeonato brasileiro de rugby de 2010 in portoghese) o Super 8 è stata una competizione di rugby a 15 promossa dalla CBRu (Confederação Brasileira de Rugby), con otto squadre partecipanti. Il torneo è iniziato il 29 maggio si è concluso il 30 ottobre con la vittoria del São José Rugby Clube.

## Squadre partecipanti
| Squadra      | Città               | Stato          |
| ------------ | ------------------- | -------------- |
| Bandeirantes | San Paolo           | San Paolo      |
| Curitiba     | Curitiba            | Paraná         |
| Desterro     | Florianópolis       | Santa Catarina |
| Niterói      | Niterói             | Rio de Janeiro |
| Pasteur      | San Paolo           | San Paolo      |
| Rio Branco   | San Paolo           | San Paolo      |
| São José     | São José dos Campos | San Paolo      |
| SPAC         | San Paolo           | San Paolo      |

## Risultati
Prima giornata
| San Paolo 29 maggio 2010 | Bandeirantes | 21 – 8 | Rio Branco |  |

| São José dos Campos 29 maggio 2010 | São José | 13 – 9 | SPAC |  |

| San Paolo 29 maggio 2010 | Pasteur | 22 – 12 | Niterói |  |

| Florianópolis 29 maggio 2010 | Desterro | 17 – 15 | Curitiba |  |

Seconda giornata
| San Paolo 26 giugno 2010 | SPAC | 23 – 13 | Bandeirantes |  |

| San Paolo 11 novembre 2010 | Rio Branco | 16 – 31 | São José |  |

| Niterói 26 giugno 2010 | Niterói | 34 – 5 | Curitiba |  |

| San Paolo 26 giugno 2010 | Pasteur | 10 – 13 | Desterro |  |

Terza giornata
| Curitiba 31 luglio 2010 | Curitiba | 7 – 22 | Bandeirantes |  |

| San Paolo 31 luglio 2010 | Pasteur | 3 – 52 | São José |  |

| San Paolo 31 luglio 2010 | Rio Branco | 13 – 48 | Desterro |  |

| San Paolo 31 luglio 2010 | SPAC | 24 – 21 | Niterói |  |

Quarta giornata
| San Paolo 14 agosto 2010 | Bandeirantes | 23 – 26 | Pasteur |  |

| São José dos Campos 14 agosto 2010 | São José | 62 – 0 | Curitiba |  |

| Niterói 14 agosto 2010 | Niterói | 32 – 12 | Rio Branco |  |

| Florianópolis 14 agosto 2010 | Desterro | 20 – 18 | SPAC |  |

Quinta giornata
| San Paolo 28 agosto 2010 | Bandeirantes | 22 – 24 | Desterro |  |

| Niterói 28 agosto 2010 | Niterói | 6 – 16 | São José |  |

| Curitiba 28 agosto 2010 | Curitiba | 18 – 20 | Rio Branco |  |

| San Paolo 28 agosto 2010 | Pasteur | 22 – 20 | SPAC |  |

Sesta giornata
| Niterói 26 settembre 2010 | Niterói | 48 – 0 | Bandeirantes |  |

| São José dos Campos 26 settembre 2010 | São José | 20 – 8 | Desterro |  |

| San Paolo 26 settembre 2010 | SPAC | 44 – 9 | Curitiba |  |

| San Paolo 26 settembre 2010 | Rio Branco | 12 – 12 | Pasteur |  |

Settima giornata
| San Paolo 9 ottobre 2010 | Bandeirantes | 3 – 54 | São José |  |

| Curitiba 9 ottobre 2010 | Curitiba | 24 – 31 | Pasteur |  |

| San Paolo 9 ottobre 2010 | SPAC | 26 – 8 | Rio Branco |  |

| Florianópolis 30 ottobre 2010 | Desterro | 37 – 15 | Niterói |  |

## Classifica
|  |    | Squadra      | G | V | N | P | PF  | PS  | P±   | BM | BS | Pt |
|  | -- | ------------ | - | - | - | - | --- | --- | ---- | -- | -- | -- |
|  | 1. | São José     | 7 | 7 | 0 | 0 | 251 | 45  | 206  | 3  | 1  | 32 |
|  | 2. | Desterro     | 7 | 6 | 0 | 1 | 167 | 113 | 54   | 1  | 1  | 26 |
|  | 3. | SPAC         | 7 | 4 | 0 | 3 | 160 | 122 | 38   | 4  | 2  | 22 |
|  | 4. | Pasteur      | 7 | 4 | 1 | 2 | 127 | 157 | −30  | 2  | 0  | 20 |
|  | 5. | Niterói      | 7 | 3 | 0 | 4 | 168 | 116 | 52   | 3  | 1  | 16 |
|  | 6. | Bandeirantes | 7 | 2 | 0 | 5 | 104 | 190 | −86  | 2  | 0  | 10 |
|  | 7. | Rio Branco   | 7 | 1 | 1 | 5 | 89  | 188 | −99  | 0  | 0  | 6  |
|  | 8. | Curitiba     | 7 | 0 | 0 | 7 | 83  | 288 | −205 | 0  | 3  | 3  |

## Spareggio per l'ammissione al campionato 2011
Spareggio tra l'ultima classificata del Brasilerão e la terza classificata della Coppa del Brasile di rugby 2010 per determinare la squadra che parteciperà al Campionato brasiliano di rugby 2011
| Curitiba 20 novembre 2010 | Curitiba | 32 – 18 | BH Rugby |  |